# Gerichtsferien
Während Gerichtsferien sind Gerichte nicht tätig.

## Deutschland
In Deutschland verstand man unter Gerichtsferien die Zeit vom 15. Juli bis 15. September eines jeden Jahres, in der vor den ordentlichen Gerichten nur so genannte Feriensachen verhandelt wurden. Sie wurden durch das am 1. Oktober 1879 in Kraft getretene Gerichtsverfassungsgesetz (GVG) im Deutschen Reich einheitlich festgelegt und durch das Gesetz über die Beseitigung der Gerichtsferien vom 7. März 1935 abgeschafft. 1951 wurden sie wiederum eingeführt und galten bis 1996.
Historisch beruhten die Gerichtsferien darauf, dass während der Erntezeit nur die notwendigsten gerichtlichen Verfahren stattfinden sollten. Die Dauer der Gerichtsferien war in § 199 GVG a. F. geregelt.
§ 200 GVG a. F. enthielt den Katalog der sogenannten Feriensachen, über die auch während der Gerichtsferien verhandelt wurde. Hierunter zählten:
- sämtliche Verfahren vor den Strafgerichten
- einstweilige Verfügungen oder Arrestverfahren
- bestimmte mietrechtliche Verfahren (u. a. Räumungsklagen)
- bestimmte familienrechtliche Verfahren (u. a. Unterhaltsklagen sowie Vaterschaftsfeststellungs- und -anfechtungsklagen)
- Verfahren im Wechsel- oder Scheckprozess
- Streitigkeiten im Baurecht über die Fortsetzung eines bereits begonnenen Baus

Auf Antrag konnten die Gerichte auch andere Verfahren per Beschluss zu Feriensachen erklären.
Zur Erledigung der Feriensachen wurden nach § 201 GVG a. F. bei den Landgerichten Ferienkammern, bei den Oberlandesgerichten und dem Bundesgerichtshof Feriensenate eingerichtet. Kostenfestsetzungsverfahren, Mahnverfahren, Zwangsvollstreckungsverfahren und Insolvenzverfahren waren nach § 202 GVG a. F. von vornherein von den Regelungen zu den Gerichtsferien ausgenommen.
Nach § 223 ZPO a. F. war der Lauf von Fristen während der Gerichtsferien gehemmt, soweit es sich nicht um eine Notfrist handelte.
Die entsprechenden Vorschriften sind durch die Regelung in § 227 Abs. 3 der Zivilprozessordnung (ZPO) abgelöst worden, die jeder Partei in der Zeit vom 1. Juli bis 31. August jedes Jahres das Recht einräumt, ohne Angabe von Gründen die Verlegung eines Verhandlungstermins zu verlangen. Zwar ist das Gericht nicht dazu verpflichtet, den neu anzuberaumenden Termin auf einen Tag außerhalb dieses Zeitraums zu verlegen, jedoch steht den Parteien in letzterem Fall das Recht zu, erneute Verlegung zu beantragen. Von der Verlegung ausgenommen sind Verfahren, die besonderer Beschleunigung bedürfen (§ 227 Abs. 3 S. 3 ZPO), sowie:
- Arrestsachen (§§ 916–934 ZPO)
- Einstweilige Verfügung oder einstweilige Anordnung betreffende Sachen (§§ 924, 925, 927, 935–944 ZPO)
- Bestimmte Streitigkeiten des Mietrechts (§§ 574–574b BGB)
- Wechsel- und Scheckprozesse (§§ 602, 605a ZPO)
- Bausachen, wenn über die Fortsetzung eines angefangenen Baues gestritten wird
- Anspruch auf Herausgabe nicht pfändbarer Sachen (§§ 811, 812 ZPO)
- Zwangsvollstreckungsverfahren (achtes Buch ZPO, ZVG)
- Vollstreckbarerklärung eines Schiedsspruchs und Verfahren betreffend der Vornahme richterlicher Handlungen im Schiedsverfahren (§§ 1060, 1026, 1062 ZPO)

## Österreich
In Österreich gibt es seit 2011 keine verhandlungsfreie Zeit (Gerichtsferien) mehr. Auch in der in Zivilprozessverfahren vorher verhandlungsfreien vom 15. Juli bis zum 25. August und vom 24. Dezember bis zum 6. Januar finden nunmehr Verhandlungen statt. Der Fristenlauf ist in dieser Zeit grundsätzlich nicht mehr gehemmt. Ausnahmen bestehen allerdings weiterhin für Rechtsmittel gegen Beschlüsse und Urteile erster und zweiter Instanz: zwischen 15. Juli und 17. August sowie 24. Dezember und 6. Januar werden die Notfristen im Berufungs- und Revisionsverfahren sowie im Rekurs- und Revisionsrekursverfahren gehemmt. Fällt der Anfang dieses Zeitraums in den Lauf einer solchen Notfrist oder der Beginn einer solchen Notfrist in diesen Zeitraum, so wird die Notfrist um die ganze Dauer oder um den bei ihrem Beginn noch übrigen Teil dieses Zeitraums verlängert. Ebenfalls zwischen 15. Juli und 17. August bzw. 24. Dezember und 6. Januar muss bei Tagsatzungen auf rechtzeitig bekannt gegebene Urlaube im Interesse der Parteien bzw. der Rechtsanwälte zwingend Rücksicht genommen werden.

## Liechtenstein
Liechtenstein hat die österreichische Zivilprozessordnung 1912 rezipiert und die Änderung wie in Österreich 2011 nicht nachvollzogen. Durch die Verordnung vom 13. Oktober 1987 über die Gerichtsferien wurde auf Grundlage von § 222 des Gesetzes vom 10. Dezember 1912 über das gerichtliche Verfahren in bürgerlichen Rechtsstreitigkeiten (Zivilprozessordnung) die Gerichtsferien im Sommer jeweils vom 15. Juli bis einschließlich 25. August eines jeden Jahres festgelegt und zwischen Weihnachten und Neujahr beginnend mit dem 24. Dezember eines jeden Jahres bis einschließlich 6. Januar des folgenden Jahres.

## Schweiz
Mit dem Inkrafttreten der eidgenössischen Zivilprozessordnung (ZPO) am 1. Januar 2011 gelten Gerichtsferien, von Ausnahmen abgesehen, landesweit in den Zeiträumen 7 Tage vor und nach Ostern, 15. Juli bis 15. August sowie 18. Dezember bis 2. Januar (Art. 145 ZPO, Art. 46 BGG, Art. 22a VwVG). Die mit der ZPO beschlossene Angleichung der Betreibungsferien wurde nicht in Kraft gesetzt, weil eine Umfrage der Dienststelle Oberaufsicht für Schuldbetreibung ergab, dass ein hoher Pendenzenberg bei den Betreibungsämtern entstünde, wenn die Betreibungsferien vier Wochen dauern.